# Ligne de Courtalain - Saint-Pellerin à Patay
La ligne de Courtalain-Saint-Pellerin à Patay est une ligne ferroviaire française, principalement en Eure-et-Loir et en partie dans le Loiret, longue d'environ 50 km. Elle est totalement déferrée sur la première moitié, de la gare de Courtalain - Saint-Pellerin à celle de Châteaudun, et fermée au trafic voyageur, mais partiellement ouverte au trafic marchandises sur la seconde moitié Châteaudun – Patay, entre Patay - Péronville.  
Elle constitue la ligne 558 000 du réseau ferré national.
Les principales correspondances existaient à l'origine aux trois points principaux :
- Courtalain - Saint-Pellerin : 
  - ligne de Chartres à Bordeaux-Saint-Jean (500 000)
  - ligne de Thorigné à Courtalain - Saint-Pellerin (506 000)
- Châteaudun : 
  - ligne de Brétigny à La Membrolle-sur-Choisille (550 000)
- Patay : 
  - ligne de Chartres à Orléans (556 000)

## Histoire
La section de ligne située dans le département du Loiret est concédée par une convention signée le 9 octobre 1869 entre le conseil général du Loiret et la Compagnie du chemin de fer d'Orléans à Rouen. La convention est approuvée, et la ligne déclarée d'utilité publique à titre d'intérêt local par un arrêté le 22 août 1871.
La partie de ligne située dans le département d'Eure-et-Loir, partie d'un itinéraire de Patay à Nogent-le-Rotrou par Châteaudun, est concédée par une convention signée le 27 avril 1870 entre le conseil général et la Compagnie du chemin de fer d'Orléans à Rouen. La convention est approuvée, et la ligne déclarée d'utilité publique à titre d'intérêt local par un décret le 23 janvier 1872.
La ligne est incorporée dans le réseau d'intérêt général par une loi le 18 mai 1878. Cette même loi approuve la convention signée le 12 juin 1877 entre le syndic de faillite de la Compagnie du chemin de fer d'Orléans à Rouen et l'État pour le rachat de la ligne par ce dernier.

### Gares
Les trois principales gares, à correspondances, ont été ouvertes à différentes périodes :
- Courtalain - Saint-Pellerin : 2 avril 1883
- Châteaudun : 28 décembre 1865
- Patay : courant 1872

La partie de Courtalain – Saint-Pellerin à Châteaudun est déferrée en 1943, à la suite d'un ordre des autorités allemandes par une machine Schienenwolf destinée à cela. Une portion d'environ 500 mètres à la sortie sud de Châteaudun a été réutilisée par la suite, lors de la dernière modification du tracé de la RN 10. 

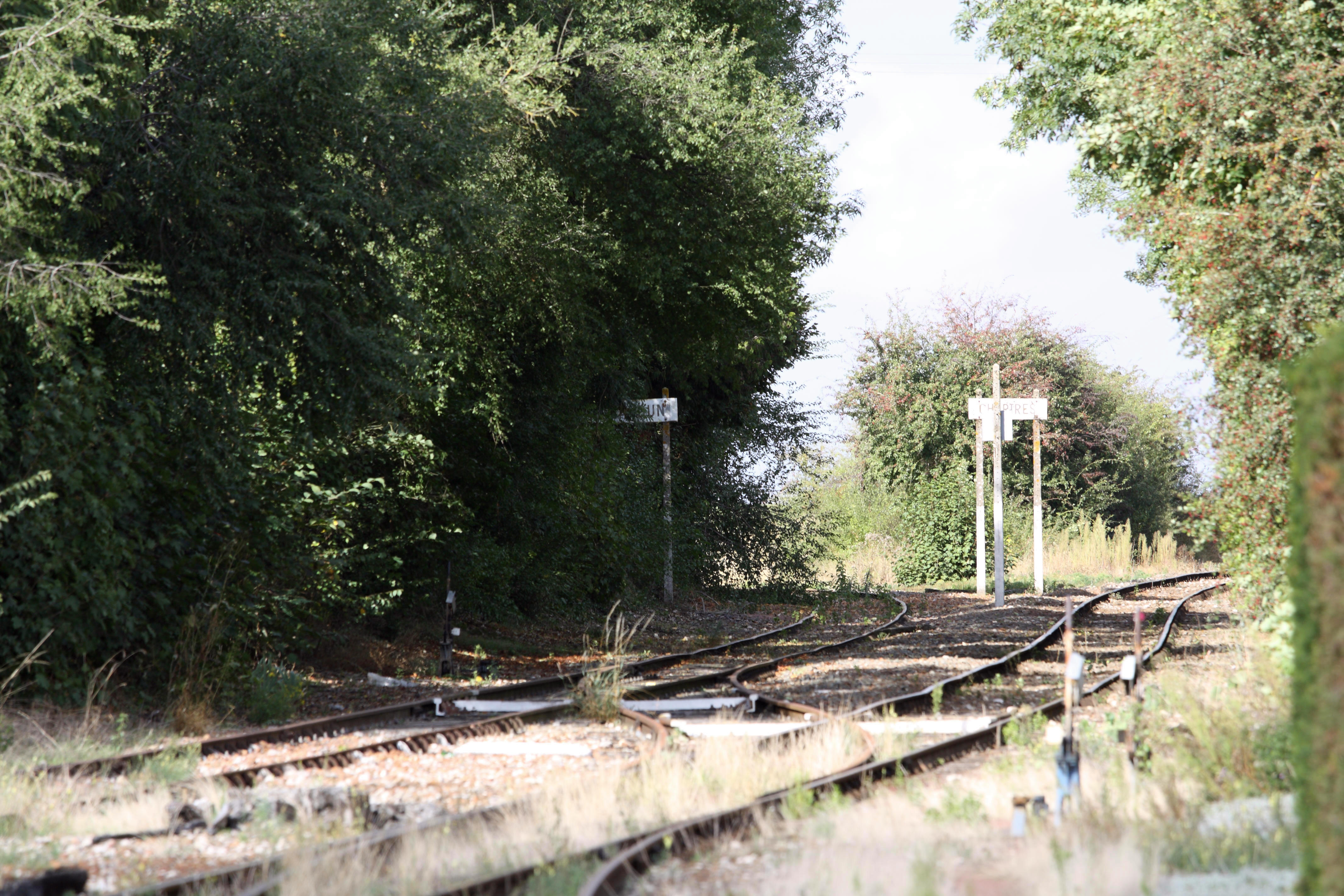
À Patay, aiguillages vers les gares de Châteaudun (à gauche) et Chartres (à droite)

La partie de Châteaudun à Patay est restée longtemps utilisée pour le fret, mais a été abandonnée progressivement par portions dès le début des années 2000. Celles fréquentées sont actuellement de Châteaudun à Lutz-en-Dunois, et d'une carrière (proche de Péronville) jusqu'à Patay. La portion entre les deux est non utilisée, sans pour autant être déclassée. Certaines des gares anciennes non utilisées ont été démolies. 
Lors de l'utilisation complète de la ligne, les gares et haltes concernées par cette ligne étaient au nombre de huit :
- Courtalain - Saint-Pellerin
- Langey (halte)
- Saint-Denis-les-Ponts (halte)
- Châteaudun
- Lutz-en-Dunois (halte)
- Civry - Saint-Cloud
- Péronville
- Patay

Ces bâtiments ainsi que ceux de garde-barrières sont presque tous encore existants, parfois transformés en habitations. Ils sont cependant mieux conservés sur la portion déferrée (de Courtalain - Saint-Pellerin à Châteaudun) que sur celle utilisée encore récemment pour le fret (de Châteaudun à Patay) : sur celle-ci des silos de grande taille toujours utilisés de nos jours, ont été construits à proximité de la gare.

## Infrastructure
Principalement à voie unique mais double dans certaines gares ou haltes pour les croisements, la ligne comporte jusqu'à trois voire quatre voies dans certaines zones de fret entre Châteaudun et Patay. Une voie a aussi été rajoutée plus récemment à la frontière entre l'Eure-et-Loir et le Loiret pour le fret au niveau d'une carrière de calcaire. 
Quelques ponts en pierre sont encore présents, permettant principalement de franchir des petits cours d'eau et occasionnellement des routes : ces derniers étaient plus nombreux sur la portion entre Châteaudun et Courtalain - Saint-Pellerin. Tous y ont été démolis, il ne reste que leurs fondations, le Perche étant plus vallonné que la Beauce. De même, à ses débuts le tracé comportait beaucoup de courbes, puis en Beauce le tracé devenait très droit.

## Horaires
En avril-mai 1883, tableau des horaires d'Orléans à Chartres, passant par Châteaudun et Brou :
|                                          | matin     | matin     | soir      |                                          | matin     | matin      | soir   | soir      |
| ---------------------------------------- | --------- | --------- | --------- | ---------------------------------------- | --------- | ---------- | ------ | --------- |
| Orléans (départ)                         | 5h35      | 11h05     | 5h05      | Chartres (arrivée)                       | 6h00      | 11h05      |        | 7h19      |
| Villeneuve d'Ingré                       | 5h52      | 11h22     | 5h25      | La Taye                                  | 6h18      | 11h32      |        | 7h34      |
| Bricy (halte)                            | 6h03      | 11h33     | 5h36      | Bailleau-le-Pin                          | 6h31      | 11h51      |        | 7h44      |
| Patay (arrivée)                          | 6h13      | 11h43     | 5h47      | Illiers                                  | 6h47      | 12h16      |        | 7h57      |
| Péronville                               | 6h35      | 12h22     | 6h04      | Vieuvicq (halte)                         | 7h00      | 12h31      |        | 8h08      |
| Civry-Saint-Cloud                        | 6h48      | 12h43     | 6h17      | Brou (arrivée) Brou (départ)             | 7h10 7h15 | 12h43 1h45 |        | 8h18 8h24 |
| Lutz-en-Dunois (halte)                   | 6h57      | 12h54     | 6h26      | Le Bois Mouchet (halte)                  | 7h28      | 2h01       |        | 8h37      |
| Châteaudun (départ) Châteaudun (arrivée) | 7h10 7h16 | 1h10 2h05 | 6h39 7h10 | Arrou                                    | 7h41      | 2h19       |        | 8h48      |
| Saint-Denis-les-Ponts (halte)            | 7h28      | 2h17      | 7h22      | Courtalain - Saint-Pellerin (arrivée)    | 7h48      | 2h27       |        | 8h54      |
| Langey (halte)                           | 7h42      | 2h32      | 7h37      | Langey (halte)                           | 8h01      | 2h52       |        | 9h06      |
| Courtalain - Saint-Pellerin (arrivée)    | 7h51      | 2h42      | 7h46      | Saint-Denis-les-Ponts (halte)            | 8h15      | 3h06       |        | 9h20      |
| Arrou                                    | 8h06      | 3h02      | 7h57      | Châteaudun (départ) Châteaudun (arrivée) | 8h26 8h31 | 3h17 3h46  | – 7h08 | 9h31 –    |
| Le Bois Mouchet (halte)                  | 8h17      | 3h15      | 8h09      | Lutz-en-Dunois (halte)                   | 8h45      | 4h02       | 7h19   |           |
| Brou (arrivée) Brou (départ)             | 8h29 8h34 | 3h30 3h42 | 8h23 8h35 | Civry-Saint-Cloud                        | 8h51      | 4h14       | 7h28   |           |
| Vieuvicq (halte)                         | 8h46      | 3h58      | 8h47      | Péronville                               | 9h07      | 4h31       | 7h41   |           |
| Illiers                                  | 8h57      | 4h22      | 8h58      | Patay (arrivée)                          | 9h21      | 4h47       | 7h55   |           |
| Bailleau-le-Pin                          | 9h09      | 4h43      | 9h10      | Bricy (halte)                            | 9h39      | 5h10       | 8h19   |           |
| La Taye                                  | 9h18      | 4h59      | 9h19      | Villeneuve d'Ingré                       | 9h51      | 5h28       | 8h31   |           |
| Chartres (arrivée)                       | 9h37      | 5h25      | 9h38      | Orléans (départ)                         | 10h10     | 5h49       | 8h49   |           |